# Veličenstvo
Veličenstvo (obvykle předchází Jeho nebo Její) je panovnický titul (oslovení) který přísluší zejména králům a císařům. Jde o slovo odvozené z latinského Maiestas znamenající Velikost. V českojazyčném prostředí se rozlišují následující stupně:
- Císařské a královské Veličenstvo (angl. Imperial and Royal Majesty, něm. Kaiserliche und Königliche Majestät) pro:
  - Rakouské císaře a císařovny (také ve formě Císařské a královské apoštolské Veličenstvo, v letech 1804–1806 i Římské císařské a královské apoštolské Veličenstvo)
  - Císaře a císařovny Německé říše, krále a královny Pruska
- Císařské Veličenstvo (angl. Imperial Majesty, něm. Kaiserliche Majestät) pro:
  - Císaře a císařovny Japonska (také ve formě Říšské Veličenstvo)
  - Ruské císaře a císařovny (ve formě Carské Veličenstvo nebo Imperátorské Veličenstvo)
  - Etiopské císaře a císařovny
  - Brazilské císaře a císařovny
  - Mexické císaře a císařovny
- Královské Veličenstvo nebo jen Veličenstvo (angl. Royal Majesty, něm. Königliche Majestät) pro:
  - Krále a královny
  - Apoštolské Veličenstvo pro uherské krále a královny (lat. Rex Apostolicus, něm. Apostolischer Majestät, od roku 1758)
  - Katolické Veličenstvo pro španělské krále a královny (lat. Rex Catholicus, špaň. Majestad Católica, užíváno od r. 1493, potvrzeno r. 1517)
  - Nejkřesťanštější Veličenstvo pro francouzské krále a královny (lat. Rex Christianissimus, fr. Majesté Très-chrétienne, od roku 1459)
  - Nejvěrnější Veličenstvo pro portugalské krále a královny (lat. Rex Fidelissimus, port. Majestade Fidelíssima, od roku 1749)[1]
  - Nejzbožnější Veličenstvo pro krále a královny Obou Sicílií (lat. Rex Piissimus, ital. Maestà Piissima, uděleno poslednímu králi Františkovi II.)[2]
  - Britské Veličenstvo pro krále a královny Velké Británie (angl. Britannic Majesty, od r. 1709)
  - Pruské Veličenstvo pro pruské krále a královny (něm. Preußischer Majestät, od 19. století?)[1]

## Výraz v ostatních jazycích
- Slovensky: Jeho/Jej Veličenstvo
- Rusky: Его/Её Величество
- Anglicky: His/Her Majesty
- Německy: Seine/Ihre Majestät
- Italsky: Sua Maestà
- Francouzsky: Sa Majesté
- Španělsky: Su Majestad